# Arotonaias
Arotonaias је род слатководних шкољки из породице Unionidae, речне шкољке.

## Врсте
Врсте у оквиру рода Arotonaias: